# مهندسی صنایع

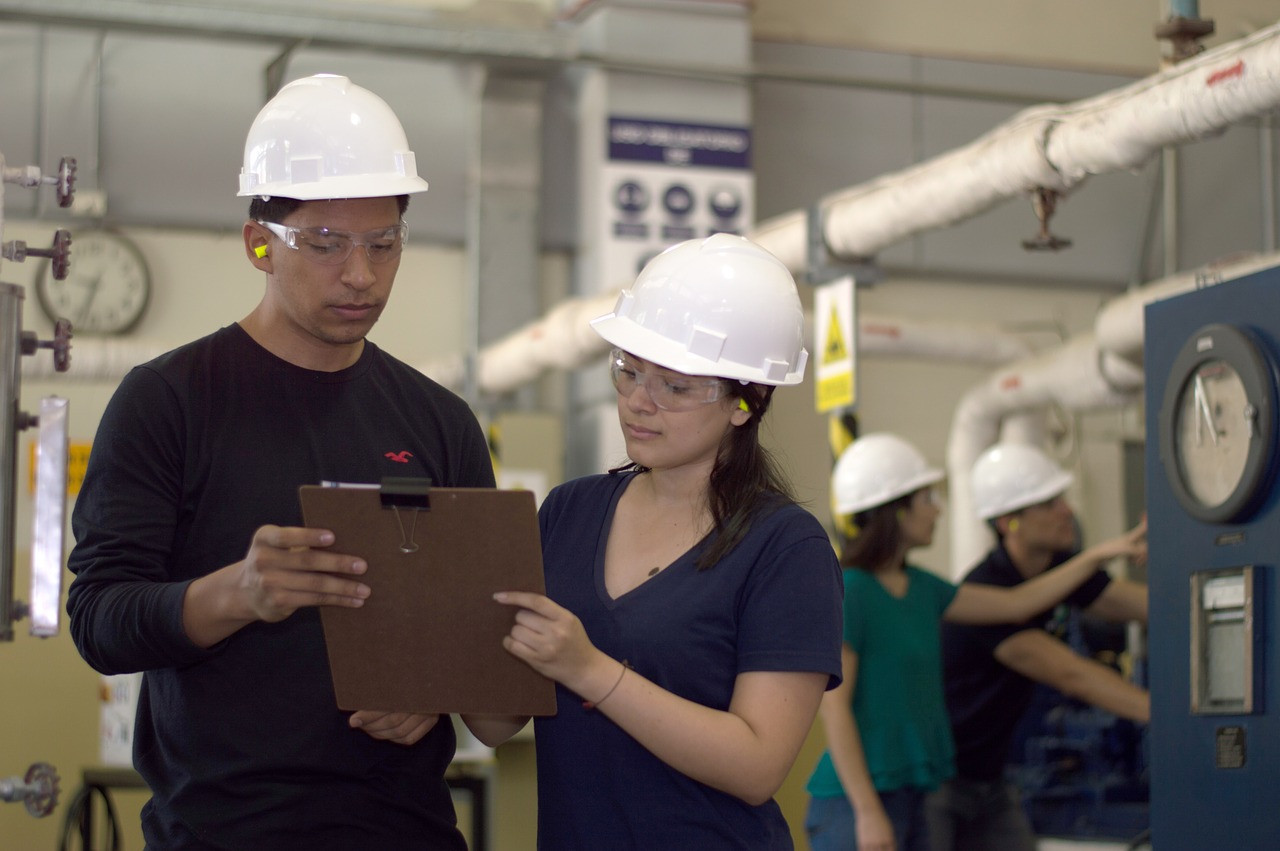
مهندسین صنایع در حال کار در کارخانه

مهندسی صنایع (به انگلیسی: Industrial Engineering) شاخه‌ای از مهندسی است، که می‌کوشد با توسعه، بهبود و یکپارچه‌سازی سامانه‌های پیچیده، افراد، پول، دانش، اطلاعات، تجهیزات، انرژی و مواد، فرایندها، سامانه‌ها و سازمان‌های پیچیده را بهینه‌سازی کند.
مهندسی صنایع به‌طور کلی اثربخشی، کارایی، تطبیق پذیری، پاسخ گویی، کیفیت و بهبود مستمر کالاها، خدمات و سودآوری را مدنظر قرار می‌دهد. پیشینه کاربردی مهندسی صنایع به نخستین سال‌های انقلاب صنعتی بازمی‌گردد، ولی از نظر آکادمیک و علمی، مهندسی صنایع نخستین بار توسط فردریک تیلور به کار برده شد.
مهندسی صنایع ابتدا به عنوان یک شاخه فرعی از مهندسی مکانیک شناخته می‌شد، در سال ۱۹۰۹ دانشگاه ایالتی پنسیلوانیا نخستین دپارتمان مستقل رشته مهندسی صنایع را بنیان نهاد.

## تاریخچه
در زمان فردریک تیلور که تعدادی از موضوعات مدیریتی توسط وی ارائه گردید توسط افراد دیگر برای اینکه اهمیت این موضوعات و نیز جایگاه دست‌اندرکاران مربوطه از رشته‌های مهندسی کمتر نمود داده نشود و مهندسین برای آن‌ها نیز اهمیت قائل شوند از اصطلاح مهندسی صنایع استفاده شد. موضوعات با نام مهندسی صنایع بخشی از موضوعات علم مدیریت می‌باشد. فردریک تیلور (۱۹۱۵–۱۸۵۶) بنیان‌گذار مدیریت علمی را پدر مهندسی صنایع می‌دانند.
تعاریفی که از مهندسی صنایع ارائه می‌شود مانند اینکه رشته‌ای است که با طراحی، ارزیابی، بهبود، و پیاده‌سازی سامانه‌های یکپارچه از افراد، مواد، اطلاعات، تجهیزات و انرژی مرتبط می‌باشد، بیانی از علم مدیریت می‌باشد. مهندسی صنایع آن‌گونه که در ایران تدریس می‌شود مبتنی بر بهینه‌سازی، بهینه‌سازی خطی (تحقیق در عملیات) کارسنجی و زمان‌سنجی می‌باشد.

## مهندسی صنایع در ایران
دانشکده مهندسی صنایع دانشگاه صنعتی شریف به عنوان نخستین دانشکده مهندسی صنایع کشور در سال ۱۳۴۷ با پذیرش ۳۹ دانشجو آغاز به کار کرد. در سال ۱۳۵۲ نیز دانشکده مهندسی صنایع دانشگاه علم و صنعت ایران آغاز به کار کرد؛ و در سال ۱۳۵۵ گروه مستقلی تحت عنوان مهندسی صنایع در دانشگاه صنعتی امیرکبیر (پلی تکنیک تهران) تشکیل شد و نخستین گروه فارغ‌التحصیلان دانشکدهٔ مهندسی صنایع این دانشگاه در سال ۱۳۶۲ وارد جامعهٔ صنعتی کشور گردید. با گذشت زمان، این رشته به عنوان رشته‌ای در دانشگاه‌های مختلف کشور جایگاه خود را پیدا کرده‌است.

## مواد آموزشی

### کارشناسی
عناوین برخی از دروس اجباری رشته تحصیلی مهندسی صنایع در دانشگاه‌های ایران (در مقطع تحصیلی کارشناسی) موارد زیر هستند:
- فناوری‌ها و فرایندهای تولید
- استاتیک و مقاومت مصالح
- مبانی برق
- آزمایشگاه اندازه‌گیری دقیق و کنترل کیفیت
- کارگاه‌های فلزکاری و ماشین‌کاری ۱ و ۲
- ریاضی و فیزیک
- اصول حسابداری
- تئوری احتمال و کاربردهای آن
- آمار مهندسی
- کنترل کیفیت آماری
- کنترل پروژه
- تحقیق در عملیات ۱ و ۲
- جبر خطی
- برنامه‌ریزی و کنترل پروژه
- برنامه‌ریزی تولید
- برنامه‌ریزی و کنترل تولید و موجودی‌ها ۱ و ۲
- برنامه‌ریزی نگهداری و تعمیرات
- ارزیابی کار و زمان
- طرح‌ریزی واحدهای صنعتی
- شبیه‌سازی رویداد گسسته
- نظریه صف
- فرایندهای تصادفی
- فرایند تولید
- برنامه‌ریزی حمل و نقل
- مدیریت سامانه‌های اطلاعاتی
- تحلیل سامانه‌ها
- مدیریت فناوری
- کاربرد کامپیوتر
- اقتصاد خرد و اقتصاد کلان
- اقتصاد مهندسی
- اقتصاد ۱ و ۲
- ارگونومی
- اصول مدیریت و سازماندهی
- مدیریت منابع انسانی
- مهندسی ارزش
- تصمیم‌گیری چند معیاره
- برنامه سازی پیشرفته C

### کارشناسی ارشد
1. بهینه‌سازی سامانه‌ها
2. سامانه‌های سلامت
3. لجستیک و زنجیره تأمین
4. سامانه‌های کلان
5. سامانه‌های مالی
6. مدیریت مهندسی
7. کیفیت و بهره‌وری
8. مدیریت پروژه
9. تحقیق در عملیات

### دکترا
1. بهینه‌سازی سامانه‌ها
2. سامانه‌های سلامت
3. لجستیک و زنجیره تأمین
4. سامانه‌های کلان
5. سامانه‌های مالی
6. کیفیت و بهره‌وری
7. مدیریت پروژه
8. سامانه‌های اطلاعاتی

## زمینه‌های کاری
مهندسین صنایع در سال‌های اخیر در طیف وسیعی از مشاغل به کار گرفته شده‌اند. علاوه بر زمینه‌های تخصصی، فارغ التحصیلان این رشته در زمینه‌هایی مانند مهندسی نرم‌افزار، فناوری اطلاعات، هوش کسب و کار، داده کاوی، علم داده و کلان‌داده نیز عملکرد موفقی داشته‌اند.
در چند سال اخیر نیز با ورود مهندسان صنایع به حوزه‌های آی تی پیشرفت در فیلدهایی مانند کلان داده، یادگیری ماشین و هوش مصنوعی که نیاز به آمار پیشرفته مهندسی نظیر رگرسیون، سری‌های زمانی و… دارند با شتاب مضاعف مواجه شده‌است.

## گرایش ها
در حال حاضر مهندسی صنایع دارای چندین گرایش از جمله بهینه سازی، سیستم های صنایع، سیستم های کلان، مدیریت مهندسی، مدیریت پروژه، لجستیک و زنجیره تامین و ... میباشد. 

## افراد سرشناس مهندسی صنایع ایران
در ایران، مهندسی صنایع از رشته‌های پرطرفدار و مهم در دانشگاه‌هاست و افراد سرشناس زیادی در این حوزه فعالیت علمی، آموزشی یا اجرایی داشته‌اند. برخی از چهره‌های مطرح و شناخته‌شده مهندسی صنایع در ایران عبارتند از:
1. دکتر علی رضائیان
استاد برجسته دانشگاه شهید بهشتی
نویسنده کتاب‌های معروف «مدیریت رفتار سازمانی»، «اصول مدیریت» و «تئوری‌های سازمان»
هرچند بیشتر در حوزه مدیریت شناخته شده، اما پایه‌گذار مباحث رفتار سازمانی و تصمیم‌گیری در مهندسی صنایع در ایران است.
2. دکتر سید محمد اعرابی
استاد دانشگاه شهید بهشتی
متخصص در مدیریت استراتژیک و بازاریابی صنعتی
بسیاری از دانشجویان مهندسی صنایع از منابع او در زمینه مدیریت استراتژیک استفاده می‌کنند.
3. دکتر علیرضا اسماعیلی
استاد دانشگاه صنعتی امیرکبیر
متخصص در حوزه بهینه‌سازی و تحقیق در عملیات
تألیف مقالات و تحقیقات بین‌المللی در حوزه سیستم‌های صنعتی و بهینه‌سازی
4. دکتر حمیدرضا نیکومرام
استاد دانشگاه صنعتی شریف
متخصص در حوزه سیستم‌های تولیدی، زنجیره تأمین و شبیه‌سازی
از اساتید تأثیرگذار در پرورش نسل جدیدی از مهندسان صنایع در ایران
5. دکتر مصطفی صفاری‌نیا
استاد دانشگاه علم و صنعت
فعال در حوزه مهندسی کیفیت و بهره‌وری
همکاری با سازمان‌های صنعتی برای پیاده‌سازی سیستم‌های بهره‌وری
6. دکتر داوود مددی
استاد دانشگاه تهران
متخصص در برنامه‌ریزی تولید، MRP و زنجیره تأمین
نویسنده و مترجم منابع کاربردی در مهندسی صنایع

## حوزه های تحقیق
حوزه‌های تحقیق در مهندسی صنایع بسیار گسترده‌ و میان‌رشته‌ای هستن. این رشته ترکیبی از مهندسی، مدیریت، آمار و علوم رفتاری است.
حوزه های تحقیق:
1. بهینه‌سازی (Optimization)
الگوریتم‌های بهینه‌سازی
بهینه‌سازی ترکیبی (Combinatorial Optimization)
بهینه‌سازی غیرخطی، چند هدفه و تصادفی
2. مدیریت زنجیره تأمین (Supply Chain Management)
طراحی و بهینه‌سازی زنجیره تامین
لجستیک و حمل و نقل
مدیریت موجودی و سفارش‌دهی
3. تحلیل سیستم‌ها و شبیه‌سازی (System Analysis & Simulation)
شبیه‌سازی رویداد گسسته (Discrete Event Simulation)
شبیه‌سازی مونت کارلو
مدل‌سازی و تحلیل فرآیندهای صنعتی
4. مهندسی کیفیت و کنترل آماری (Quality Engineering & SPC)
کنترل کیفیت آماری
شش سیگما (Six Sigma)
قابلیت اطمینان سیستم‌ها (Reliability)
5. مدیریت پروژه و بهره‌وری (Project Management & Productivity)
زمان‌بندی پروژه‌ها
مدیریت منابع
تحلیل بهره‌وری سازمانی
6. هوش مصنوعی و یادگیری ماشین در صنایع (AI & Machine Learning in IE)
داده‌کاوی در تصمیم‌گیری
پیش‌بینی تقاضا با ML
الگوریتم‌های هوشمند برای بهینه‌سازی
7. مهندسی سیستم‌های انسانی (Human Factors & Ergonomics)
طراحی شغل و ارگونومی
تعامل انسان و ماشین
ایمنی صنعتی
8. اقتصاد مهندسی و تصمیم‌گیری (Engineering Economy & Decision Making)
تحلیل هزینه-فایده
تصمیم‌گیری چندمعیاره (MCDM)
نظریه بازی‌ها و کاربردهای آن
9. برنامه‌ریزی تولید و عملیات (Production & Operations Planning)
زمان‌بندی تولید
مدل‌های صف
طراحی سیستم‌های تولیدی